# Richard Hickox
Pour les articles homonymes, voir Hickox.
Richard Sidney Hickox (né le 5 mars 1948 à Stokenchurch – mort le 23 novembre 2008 à Swansea) est un chef d'orchestre, de chœur et d'opéra anglais.

## Biographie
Né à Stokenchurch dans le Buckinghamshire dans une famille de musiciens, il est retrouvé mort dans un hôtel âgé de 60 ans (dissection aiguë de l'aorte thoracique).
Directeur de l'Opera Australia, il fonde en 1971 la City of London Sinfonia (CLS), devenue en 2004 l'orchestre résident de l'Opera Holland Park. Il est chef principal du BBC National Orchestra of Wales (Pays de Galles) dont il devient chef honoraire en 2006. Avec le London Symphony Orchestra, il dirige plusieurs représentations d'opéras dont Billy Budd, Hänsel und Gretel et Salomé.